# City of Winchester
Winchester – dystrykt w hrabstwie Hampshire w Anglii. W 2011 roku dystrykt liczył 116 595 mieszkańców.

## Miasta
- Bishop’s Waltham
- New Alresford
- Winchester

## Inne miejscowości
Abbots Worthy, Abbotstone, Abbotts Barton, Avington, Badger Farm, Bar End, Beauworth, Bighton, Bishops Sutton, Boarhunt, Brockbridge, Cheriton, Chilcomb, Chilton Candover, Colden Common, Compton and Shawford, Corhampton, Crampmoor, Denmead, Droxford, East Stratton, Easton, Exton, Fisher’s Pond, Fobdown, Gundleton, Hambledon, Hursley, Itchen Abbas, Itchen Stoke, Itchen Valley, Kings Worthy, Knowle, Long Common, Martyr Worthy, Meonstoke, Micheldever, Morestead, Old Alresford, Oliver’s Battery, Otterbourne, Owslebury, Shedfield, Soberton, Southwick, Sparsholt, Sutton Scotney, Swanmore, Temple Valley, Tichborne, Twyford, Upham, Waltham Chase, Warnford, West Meon, West Stratton i Wickham.